# NUDCD2
NUDCD2 (англ. NudC domain containing 2) – білок, який кодується однойменним геном, розташованим у людей на короткому плечі 5-ї хромосоми. Довжина поліпептидного ланцюга білка становить 157 амінокислот, а молекулярна маса — 17 676.
| 10         |  | 20         |  | 30         |  | 40         |  | 50         |
| ---------- |  | ---------- |  | ---------- |  | ---------- |  | ---------- |
| MSAPFEERSG |  | VVPCGTPWGQ |  | WYQTLEEVFI |  | EVQVPPGTRA |  | QDIQCGLQSR |
| HVALSVGGRE |  | ILKGKLFDST |  | IADEGTWTLE |  | DRKMVRIVLT |  | KTKRDAANCW |
| TSLLESEYAA |  | DPWVQDQMQR |  | KLTLERFQKE |  | NPGFDFSGAE |  | ISGNYTKGGP |
| DFSNLEK    |  |            |  |            |  |            |  |            |

A: Аланін

C: Цистеїн

D: Аспарагінова кислота

E: Глутамінова кислота

F: Фенілаланін

G: Гліцин

H: Гістидин

I: Ізолейцин

K: Лізин

L: Лейцин

M: Метіонін

N: Аспарагін

P: Пролін

Q: Глутамін

R: Аргінін

S: Серин

T: Треонін

V: Валін

W: Триптофан

Кодований геном білок за функцією належить до фосфопротеїнів. 
Задіяний у такому біологічному процесі, як ацетилювання. 
Локалізований у цитоплазмі, цитоскелеті, хромосомах, центромерах, кінетохорі.